# کانگ پسیفیک ایرلاینز
کانگ پسیفیک ایرلاینز (به انگلیسی: Kang Pacific Airlines) یک شرکت هواپیمایی با کد یاتا T7 است که در تاریخ ۲۰۰۶ میلادی تأسیس شده است. دفتر مرکزی کانگ پسیفیک ایرلاینز در فجیره، امارات متحده عربی واقع شده است و قطب این شرکت هواپیمایی در فرودگاه بین‌المللی فجیره قرار دارد و به ۳ مقصد، پرواز انجام می‌دهد.